# Éric Lévi
Eric Lévi, właśc. Éric Jacques Levisalles (ur. 1955 w Paryżu) – francuski gitarzysta, kompozytor. Karierę rozpoczął zakładając hardrockową grupę o nazwie Shakin’ Street wraz z Fabienne Shine, która wydała dwa albumy Vampire Rock and Solid As A Rock. Shakin’ Street przez krótki czas odbywał tournée z AC/DC i Blue Öyster Cult przed rozwiązaniem w 1981. W późniejszej karierze napisał muzykę do kilku filmów, m.in. Operacja Corned Beef oraz do komedii Les Visiteurs w Polsce znanej jako Goście, goście.
W latach 1995–1997 rozpoczął pracę nad projektem muzycznym o nazwie Era.